# Ghiacciaio Jennings
Il ghiacciaio Jennings (in inglese: "Jennings glacier") è un ghiacciaio lungo circa 17 km situato sulla costa della Principessa Ragnhild, nella Terra della Regina Maud, in Antartide. Il ghiacciaio, il cui punto più alto si trova a circa 1300 m s.l.m., si trova in particolare nei monti Sør Rondane, dove fluisce verso nord scorrendo lungo il versante occidentale della dorsale Luncke.

## Storia
Il ghiacciaio Jennings è stato mappato nel 1957 da cartografi norvegesi grazie a fotografie aeree scattate nel corso dell'operazione Highjump, 1946-1947, ed è stato in seguito così battezzato in onore del tenente della marina militare statunitense James C. Jennings, che prese parte alla suddetta operazione come copilota e navigatore durante diversi voli effettuati sulle zone comprese tra 14°E e 164°E.